# THE IDOLM@STER MASTER ARTIST 2
'THE IDOLM@STER MASTER ARTIST 2' (아이돌마스터 마스터 아티스트 투)는 2010년 9월 22일부터 일본 컬럼비아에서 발매된 앨범 시리즈이다.

## 개요
전작으로 호평이었던 'MASTER ARTIST 시리즈'의 'THE IDOLM@STER 2'판.
각 아이돌의 개별 신곡 1곡과 그 가라오케 버전 1곡, 각 아이돌의 개별 커버곡 1곡 (모두 리퀘스트로 선택되었다), 동시 발매의 3명 공통의 커버곡 (이쪽도 리퀘스트로 선택되었다), 기존곡의 리믹스 1곡, 시리즈 공통 신곡 1곡, 토크로부터 구성되어 있다.
공통 커버곡은 캐릭터에 따라서 리믹스가 달라, 동곡을 커버하는 것 외 캐릭터가 백 코러스를 담당하고 있다.
극중 설정에서는, '2'로 프로듀서가 입사하기 전, 솔로 활동으로 별로 팔리고 있지 않은 시기의 아이돌들이 처음으로 낸 솔로 CD라는 것이 되고 있다.
용궁 코마치의 4명의 CD는 '인상이 희미해지기 때문'이라는 이유로 FIRST SEASON과는 동시 발매되지 않고, '2'의 발매 후에 SECOND SEASON으로서 발매되었다.
덧붙여 쟈켓 일러스트는 모두 안닌도후가 다루고 있다.
CD용 신곡은 굵은 글씨, 커버곡은 이탤릭으로 표기한다.

## Prologue
2010년 9월 22일 발매. 'THE IDOLM@STER 2'의 발매에 앞장 선, 새로운 CD시리즈의 제1탄이다. 토크는 모두 아마미 하루카, 호시이 미키, 하기와라 유키호, 가나하 히비키, 시죠 타카네, 오토나시 코토리.
수록곡
1. Prologue
2. THE IDOLM@STER 2nd-mix
가: 아마미 하루카(나카무라 에리코) · 호시이 미키(하세가와 아키코) · 하기와라 유키호(아사쿠라 아즈미) · 가나하 히비키(누마쿠라 마나미) · 시죠 타카네(하라 유미)
작사: 나카무라 메구미, 작곡: NBGI(사사키 히로시인) , 편곡: 토야마 아키라효
3. 단결 2010
가: IM@S 765 PRO ALLSTARS[주 1]
작사: NBGI(이시하라 아키히로), 작곡·편곡: NBGI(사사키 히로시인)
4. 토크 01
5. 빛
가: 오토나시 코토리(타키타 쥬리)
작사: yura, 작곡·편곡: Saeki youthK
6. 토크 02
7. THE IDOLM@STER 2 nd-mix(오리지널 가라오케)
작사: 나카무라 메구미, 작곡: NBGI(사사키 히로시인), 편곡: 토야마 아키라효
8. 빛(오리지널 가라오케)
작사: yura, 작곡·편곡: Saeki youthK

## FIRST SEASON

### 01 아마미 하루카
2010년 11월 3일 발매. 02 가나하 히비키, 03 호시이 미키와 동시 발매. 토크 게스트는 히비키, 미키.
수록곡
1. 토크 01 -인사-
2. START!!
가: 아마미 하루카(나카무라 에리코)
작사: 시로세채, 작곡·편곡: 미야자키 마코토
3. 태양의 질투(M@STER VERSION)
가: 아마미 하루카(나카무라 에리코)
작사: 모리 유리코, 작곡·편곡: NBGI(시이나 고)
4. 토크 02
5. 세계에서 제일 노력하고 있는 너에게
가: 아마미 하루카(나카무라 에리코)
작사: 야마다 에이지, 작곡·편곡: 카와시마 가능, 커버 어레인지: 미우라 세이지
오리지널 아티스트: HARCO
6. 토크 03
7. Tip Taps Tip (Version Haruka) 
가: 아마미 하루카(나카무라 에리코)·가나하 히비키(누마쿠라 마나미)·호시이 미키(하세가와 아키코)
작사: U, 작곡·편곡: 타나카 유우스케, 커버 어레인지: 하시모토 유카리
오리지널 아티스트: HALCALI
8. 토크 04
9. MEGARE!(M@STER VERSION) 
가: 아마미 하루카(나카무라 에리코)
작사: NBGI(mft), 작곡·편곡: NBGI(타카다 류이치)
10. START!! (오리지널 가라오케)
작사: 시로세채, 작곡·편곡: 미야자키 마코토
11. 토크 05

### 02 가나하 히비키
2010년 11월 3일 발매. 01 아마미 하루카, 03 호시이 미키와 동시 발매. 토크 게스트는 하루카, 미키.
수록곡
1. TRIAL DANCE
가: 가나하 히비키(누마쿠라 마나미)
작사: yura, 작곡·편곡: 나카니시 케이조, 편곡: 코니시 타카오
2. 토크 01 -인사-
3. TRIAL DANCE(오리지널 가라오케)
작사: yura, 작곡·편곡: 나카니시 케이조, 편곡: 코니시 타카오
4. 토크 02
5. DREAM
가: 가나하 히비키(누마쿠라 마나미)
작사: yura Dark, 작곡·편곡: NBGI(나카가와 코지), 편곡: NBGI(증 후치 유지)
6. 토크 03
7. Tip Taps Tip(Version Hibiki) 
가: 가나하 히비키(누마쿠라 마나미)·아마미 하루카(나카무라 에리코)·호시이 미키(하세가와 아키코)
작사: U, 작곡·편곡: 타나카 유우스케, 커버 어레인지: 하시모토 유카리
오리지널 아티스트: HALCALI
8. 토크 04
9. 눈물 그래그래 
가: 가나하 히비키(누마쿠라 마나미)
작사: 모리야마 요시코, 작곡·편곡: BEGIN, 커버 어레인지: 미우라 세이지
오리지널 아티스트: 모리야마 요시코
10. 토크 05
11. MEGARE!(M@STER VERSION) 
가: 가나하 히비키(누마쿠라 마나미)
작사: NBGI(mft), 작곡·편곡: NBGI(타카다 류이치)

### 03 호시이 미키
2010년 11월 3일 발매. 01 아마미 하루카, 02 가나하 히비키와 동시 발매. 토크 게스트는 하루카, 히비키.
수록곡
1. 토크 01 -인사-
2. Day of the future
가: 호시이 미키(하세가와 아키코)
작사: 오미직엽, 작곡·편곡: Tatsh
3. 후들후들 퓨처 ☆
가: 호시이 미키(하세가와 아키코)
작사: 모리 유리코, 작곡·편곡: NBGI(시이나 고)
4. Squall 
가: 호시이 미키(하세가와 아키코)
작사·작곡·편곡: 후쿠야마 마사하루, 커버 어레인지: 나카무라 히사시
오리지널 아티스트: 마츠모토 에이코
5. 토크 02
6. Tip Taps Tip(Version Miki) 
가: 호시이 미키(하세가와 아키코)·아마미 하루카(나카무라 에리코)·가나하 히비키(누마쿠라 마나미)
작사: U, 작곡·편곡: 타나카 유우스케, 커버 어레인지: 하시모토 유카리
오리지널 아티스트: HALCALI
7. 토크 03
8. MEGARE!(M@STER VERSION) 
가: 호시이 미키(하세가와 아키코)
작사: NBGI(mft), 작곡·편곡: NBGI(타카다 류이치)
9. 토크 04
10. Day of the future(오리지널 가라오케)
작사: 오미직엽, 작곡·편곡: Tatsh

### 04 키쿠치 마코토
2010년 12월 1일 발매. 06 시죠 타카네과 동시 발매. 토크 게스트는 치하야와 타카네.
수록곡
1. 토크 01 -인사-
2. tear
가: 키쿠치 마코토(히라타 히로미)
작사: 카이타 유리코, 작곡·편곡: 나카야마 신두
3. 토크 02
4. 자전거
가: 키쿠치 마코토(히라타 히로미)
작사: 시로세채, 작곡: 이토심 타로
5. 토크 03
6. 성간 비행 
가: 키쿠치 마코토(히라타 히로미)
작사: 마츠모토 타카시, 작곡·편곡: 칸노나름 아이, 커버 어레인지: 오오니시 요스케
오리지널 아티스트: 란카·리 = 나카지마 아이
7. 토크 04
8. 별의 파편을 찾으러 가자 again (Version Makoto) 
가: 키쿠치 마코토(히라타 히로미)·키사라기 치하야(이마이 아사미)·시죠 타카네(하라 유미)
작사: 쿄코, 작곡·편곡: 쿄코·바바 카즈요시, 커버 어레인지: 미야자키 마코토
오리지널 아티스트: 복이
9. 토크 05
10. MEGARE!(M@STER VERSION) 
가: 키쿠치 마코토(히라타 히로미)
작사: NBGI(mft), 작곡·편곡: NBGI(타카다 류이치)
11. tear(오리지널 가라오케)
작사: 카이타 유리코, 작곡·편곡: 나카야마 신두

### 05 키사라기 치하야
2010년 12월 8일 발매. 당초는 12월 1일에 04, 06으로 동시 발매할 예정이었지만, 사정에 의해 연기. 토크 게스트는 마코토와 타카네.
수록곡
1. 토크 01 -인사-
2. arcadia
가: 키사라기 치하야(이마이 아사미)
작사: 시로세채, 작곡·편곡: 우에마츠범강, 편곡: 나카야마 신두
3. 사랑에 대해 
가: 키사라기 치하야(이마이 아사미)
작사: 사다 마사시, 작곡·편곡: 핫토리극구, 커버 어레인지: 마르야마테트오
오리지널 아티스트: 사다 마사시
4. MEGARE!(M@STER VERSION) 
가: 키사라기 치하야(이마이 아사미)
작사: NBGI(mft), 작곡·편곡: NBGI(타카다 류이치)
5. 토크 02
6. 별의 파편을 찾으러 가자 again(Version Chihaya) 
가: 키사라기 치하야(이마이 아사미)·키쿠치 마코토(히라타 히로미)·시죠 타카네(하라 유미)
작사: 쿄코, 작곡·편곡: 쿄코·바바 카즈요시, 커버 어레인지: 카와다류하
오리지널 아티스트: 복이
7. 토크 03
8. 잠자는 공주
가: 키사라기 치하야(이마이 아사미)
작사: 모리 유리코, 작곡·편곡: NBGI(시이나 고)
9. 잠자는 공주(오리지널 가라오케)
작사: 모리 유리코, 작곡·편곡: NBGI(시이나 고)

### 06 시죠 타카네
2010년 12월 1일 발매. 04 키쿠치 마코토와 동시 발매. 토크 게스트는 진과 치하야.
수록곡
1. 흩날리는 눈
가: 시죠 타카네(하라 유미)
작사·작곡·편곡: 하시모토 유카리
2. 달의 왈츠 
가: 시죠 타카네(하라 유미)
작사: 유카와 레이코, 작곡·편곡: 간산씨나기, 편곡: 아베 쥰, 커버 어레인지: 미우라 세이지
오리지널 아티스트: 이사야마 씨나기
3. THE 사랑
가: 시죠 타카네(하라 유미)
작사: yura, 작곡·편곡: 사사키 히로시인
4. MEGARE!(M@STER VERSION) 
가: 시죠 타카네(하라 유미)
작사: NBGI(mft), 작곡·편곡: NBGI(타카다 류이치)
5. 토크 01
6. 토크 02
7. 토크 03
8. 토크 04
9. 별의 파편을 찾으러 가자 again(Version Takane) 
가: 시죠 타카네(원인미노루)·키쿠치 마코토(히라타 히로미)·키사라기 치하야(이마이 아사미)
작사: 쿄코, 작곡·편곡: 쿄코·바바 카즈요시, 커버 어레인지: 사토 야스시장
10. 흩날리는 눈(오리지널 가라오케)
작사·작곡·편곡: 하시모토 유카리

### 07 하기와라 유키호
2010년 12월 29일 발매. 08 후타미 마미, 09 타카츠키나 좋으면 동시 발매. 토크 게스트는 마미와 야요이.
수록곡
1. 토크 01 -인사-
2. 몇 번이고 말할 수 있어
가: 하기와라 유키호(아사쿠라 아즈미)
작사: 엔도 후비트, 작곡·편곡: 카와다류하
3. 토크 02
4. 스위트 도넛 (Version Yukiho) 
가: 하기와라 유키호(아사쿠라 아즈미)·후타미 마미(시모다 아사미) · 타카츠키 야요이(니고 마야코)
작사: 나무의 아이, 작곡·편곡: 나카타 야스타카, 커버 어레인지: 하세가와 토모키
오리지널 아티스트: Perfume
5. 토크 03
6. LOST
가: 하기와라 유키호(아사쿠라 아즈미)
작사: yura-yura Dark, 작곡·편곡: 고사키 사토루
7. 사랑
가: 하기와라 유키호(아사쿠라 아즈미)
작사·작곡·편곡: 오쿠 하나코, 커버 어레인지: 마루야마 테츠오
오리지널 아티스트: 오쿠 하나코
8. 토크 04
9. MEGARE!(M@STER VERSION) 
가: 하기와라 유키호(아사쿠라 아즈미)
작사: NBGI(mft), 작곡·편곡: NBGI(타카다 류이치)
10. 몇 번이고 말할 수 있어(오리지널 가라오케)
작사: 엔도 후비트, 작곡·편곡: 카와다류하

### 08 후타미 마미
2010년 12월 29일 발매. 07 하기와라 유키호, 09 타카츠키 야요이 동시 발매. 토크 게스트는 유키호와 야요이.
수록곡
1. 제이미
가: 후타미 마미(시모다 아사미)
작사: mft, 작곡·편곡: 타무라 신지, 편곡: 매 호리 쥰
2. 토크 01 -인사-
3. 여명 스타 라인
가: 후타미 마미(시모다 아사미)
작사: NBGI(LindaAI-CUE), 작곡·편곡: NBGI(증 후치 유지)
4. 토크 02
5. 꿈 속에 
가: 후타미 마미(시모다 아사미)
작사·작곡·편곡: 이노우에 요스이, 커버 어레인지: 미우라 세이지
오리지널 아티스트: 이노우에 요스이·사이토 유키
6. 토크 03
7. 스위트 도넛(Version Mami)
가: 후타미 마미(시모다 아사미)·하기와라 유키호(아사쿠라 아즈미)·타카츠키 야요이(니고 마야코)
작사: 나무의 아이, 작곡·편곡: 나카타 야스타카, 커버 어레인지: ARM
오리지널 아티스트: Perfume
8. 토크 04
9. MEGARE!(M@STER VERSION) 
가: 후타미 마미(시모다 아사미)
작사: NBGI(mft), 작곡·편곡: NBGI(타카다 류이치)
10. 제이 미(오리지널 가라오케)
작사: mft, 작곡·편곡: 타무라 신지, 편곡: 매 호리 쥰

### 09 타카츠키 야요이
2010년 12월 29일 발매. 07 하기와라 유키호, 08 후타미 마미와 동시 발매. 토크 게스트는 유키호와 마미.
수록곡
1. 토크 01 -인사-
2. 스마일 체조
가: 타카츠키 야요이(니고 마야코)
작사: yura, 작곡·편곡: 미야자키 마코토
3. 키라메키라리
가: 타카츠키 야요이(니고 마야코)
작사: yura, 작곡: 고사키 사토루
4. 스마일 체조(오리지널 가라오케)
작사: yura, 작곡·편곡: 미야자키 마코토
5. 토크 02
6. 스위트 도넛(Version Yayoi) 
가: 타카츠키 야요이(니고 마야코)·하기와라 유키호(아사쿠라 아즈미)·후타미 마미(시모다 아사미)
작사: 나무의 아이, 작곡·편곡: 나카타 야스타카, 커버 어레인지: 미야자키 마코토
오리지널 아티스트: Perfume
7. 토크 03
8. 산책 
가: 타카츠키 야요이(니고 마야코)
작사: 나카가와리지자, 작곡·편곡: 히사이시양, 커버 어레인지: 오쿠다도 물어
오리지널 아티스트: 이노우에 아즈미
9. 토크 04
10. MEGARE!(M@STER VERSION) 
가: 타카츠키 야요이(니고 마야코)
작사: NBGI(mft), 작곡·편곡: NBGI(타카다 류이치)

## SECOND SEASON

### 01 미나세 이오리
2011년 5월 25일 발매. 02 후타미 아미와 동시 발매로, 토크 게스트는 아미와 마미.
수록곡
1. 토크 01 -인사-
2. MEGARE!(M@STER VERSION) 
가: 미나세 이오리(쿠기미야 리에)
작사: NBGI(mft), 작곡·편곡: NBGI(타카다 류이치)
3. 토크 02
4. 발렌타인 키스 
가: 미나세 이오리(쿠기미야 리에)
작사: 아키모토 야스시, 작곡·편곡: 뢰정히로아키, 커버 어레인지: 오오니시 요스케
오리지널 아티스트: 코쿠쇼 사유리 with 오냥코 클럽
5. 리조라
가: 미나세 이오리(쿠기미야 리에)
작사: 시로세채, 작곡·편곡: 야나기다시유
6. 토크 03
7. DIAMOND
가: 미나세 이오리(쿠기미야 리에)
작사: 시로세채, 작곡·편곡: Asu, 편곡: 세키 쥰지로우
8. 토크 04 ED
9. 아~좋았다 (Version Iori) 
가: 미나세 이오리(쿠기미야 리에)·후타미 아미(시모다 아사미)
작사·작곡·편곡: 고지마 이즈미, 커버 어레인지: 카와다류하
오리지널 아티스트: 화*화
10. DIAMOND(오리지널 가라오케)
작사: 시로세채, 작곡·편곡: Asu, 편곡: 세키 쥰지로우

### 02 후타미 아미
2011년 5월 25일 발매. 01 미나세 이오리와 동시 발매로, 토크 게스트는 이오리와 마미.
수록곡
1. YOU왕MY진! 
가: 후타미 아미(시모다 아사미)
작사: mft, 작곡·편곡: 백호우보, 편곡: 쿠사노좋아 히로
2. 토크 01 -인사-
3. 빈틈
가: 후타미 아미(시모다 아사미)
작사: 타다노 나츠미, 작곡·편곡: cota
4. 토크 02
5. 아~좋았다(Version Ami) 
가: 후타미 아미(시모다 아사미)·미나세 이오리(쿠기미야 리에)
작사·작곡·편곡: 고지마 이즈미, 커버 어레인지: 미야자키 마코토
오리지널 아티스트: 화*화
6. 토크 03
7. 추억이 가득 
가: 후타미 아미(시모다 아사미)
작사: 아기요자, 작곡·편곡: 스즈키 키사브로, 커버 어레인지: 사토 노리치카
오리지널 아티스트: H2O
8. 토크 04 ED
9. MEGARE!(M@STER VERSION) 
가: 후타미 아미(시모다 아사미)
작사: NBGI(mft), 작곡·편곡: NBGI(타카다 류이치)
10. YOU왕MY진! (오리지널 가라오케)
작사: mft, 작곡·편곡: 백호우보, 편곡: 쿠사노좋아 히로

### 03 미우라 아즈사
2011년 6월 22일 발매. 04 아키즈키 리츠코와 동시 발매로, 토크 게스트는 리츠코와 히비키.
수록곡
1. 토크 01
2. MEGARE!(M@STER VERSION) 
가: 미우라 아즈사(타나 젓가락 토모아키)
작사: NBGI(mft), 작곡·편곡: NBGI(타카다 류이치)
3. 토크 02
4. 위스키가, 좋겠죠
가: 미우라 아즈사(타나 젓가락 토모아키)
작사: 타구치 슌, 작곡·편곡: 스기 마리, 커버 어레인지: 사토 노리치카
오리지널 아티스트: 이시카와 사유리
5. 토크 03
6. Mythmaker
가: 미우라 아즈사(타나 젓가락 토모아키)
작사: yura, 작곡: 고사키 사토루
7. 토크 04
8. 라♥브♥리♥
가: 미우라 아즈사(타나 젓가락 토모아키)
작사: yura, 작곡·편곡: 마츠다 노부오
9. 토크 05
10. Best Friend (Version Azusa) 
가: 미우라 아즈사(타나 젓가락 토모아키)·아키즈키 리츠코(와카바야시 나오미)
작사·작곡·편곡: 타마구스쿠 치하루, 커버 어레인지: R·O·N
오리지널 아티스트: Kiroro
11. 라♥브♥리♥(오리지널 가라오케)
작사: yura, 작곡·편곡: 마츠다 노부오

### 04 아키즈키 리츠코
2011년 6월 22일 발매. 03 미우라 아즈사와 동시 발매로, 토크 게스트는 아즈사와 타카네.
수록곡
1. 토크 01
2. Best Friend(Version Ritsuko) 
가: 아키즈키 리츠코(와카바야시 나오미)·미우라 아즈사(타나 젓가락 토모아키)
작사·작곡·편곡: 타마구스쿠 치하루, 커버 어레인지: 하세가와 토모키
오리지널 아티스트: Kiroro
3. 토크 02
4. LOVE 오더 메이드
가: 아키즈키 리츠코(와카바야시 나오미)
작사: 미우라 세이지, 작곡·편곡: Akiko Noda, 편곡: 하마사키유우지
5. 하늘빛 데이즈 
가: 아키즈키 리츠코(와카바야시 나오미)
작사: meg rock, 작곡·편곡: 사이토 신야, 커버 어레인지: 미우라 세이지
오리지널 아티스트: 나카가와 쇼코
6. livE
가: 아키즈키 리츠코(와카바야시 나오미)
작사: yura Dark, 작곡: 하시모토 유카리
7. 토크 03
8. MEGARE!(M@STER VERSION) 
가: 아키즈키 리츠코(와카바야시 나오미)
작사: NBGI(mft), 작곡·편곡: NBGI(타카다 류이치)
9. LOVE 오더 메이드(오리지널 가라오케)
작사: 미우라 세이지, 작곡·편곡: Akiko Noda, 편곡: 하마사키유우지

### 내용주
1. ↑  하루카·미키·치하야·야요이·유키호·마코토·아미/마미·이오리·아즈사·타카네·히비키·리츠코의 13명.
2. ↑  당초의 발매일은 4월 13일이었지만, 도호쿠 지방 태평양 해역 지진의 영향으로 발매일이 미정이 된 후, 5월 25일에 발매되었다.